# HC Samson České Budějovice
HC Samson České Budějovice (celým názvem: Hockey Club Samson České Budějovice) byl český klub ledního hokeje založený v roce 2020 bývalými hráči Františkem Mrázkem a Martinem a Jiřím Hanzalovými. Sídlil v Českých Budějovicích v Jihočeském kraji a své domácí zápasy odehráli v Hokejovém centru Pouzar. V roce 2023 byl klub zrušen

## Historie
Založen byl v roce 2020 bývalými hráči Františkem Mrázkem a Martinem a Jiřím Hanzalovými. Jeden ze zakladatelů Martin Hanzal, který měl ještě platnou smlouvu v NHL s klubem Dallas Stars, se rozhodl kvůli zraněním ukončit profesionální kariéru. K týmu dotáhl řadu bývalých hvězd, například Rostislav Klesla, Radim Vrbata a Václav Nedorost naskočili do zápasu symbolicky k jednomu utkání. Kvůli pandemii covidu-19 byla sezona 2020/21 zrušena. Druhý ročník 2021/22 nastoupili v Jihočeské krajské lize, čtvrté české nejvyšší soutěži ledního hokeje. Klub posílil o další skvělé hráče se zkušenostmi z nejvyšších soutěží a dokonce z NHL, Vladimír Sičák, René Vydarený a Jiří Novotný. Právě Jiří Novotný po začátku sezony přestoupil pomoct extraligovému celku HC Motor České Budějovice. Klub se v ročníku 2022/23 potýkal s finančními problémy, navýšení pronájmu Pouzar arény a energií nakonec českobudějovický Samsonov zvládl a obhájil titul Jihočeského kraje. Do kvalifikace o 2. ligu se však z finančních důvodů nepřihlásil. Před startem nového ročníku 2023/24 se klub snažil vyhledat nové sponzory a především hráče, na soupisce měli pouze čtrnáct hráčů, většina hráčů ukončila kariéru nebo přestoupila k jinačím klubům z Jihočeské ligy. HC Samson tak nepodal přihlášku do Jihočeské krajské ligy.

## Přehled ligové účasti
Stručný přehled
Zdroj:
- 2020–2023 : Jihočeská krajská liga (4. ligová úroveň v České republice)

Jednotlivé ročníky
Zdroj:
| Česko (2020–2023) |                        |           |          |                                       |                       |
| Sezóny            | Soutěž                 | Ú         | ZČ       | Play-off, nadstavba, sk. o udržení... | Poznámky              |
| 2020/2021         | Jihočeská krajská liga | 4. úroveň | N        |                                       | Zrušeno               |
| 2021/2022         | Jihočeská krajská liga | 4. úroveň | 1. místo | Vítěz                                 | Kvalifikace           |
| 2022/2023         | Jihočeská krajská liga | 4. úroveň | 1. místo | Vítěz                                 | Odmítnutí kvalifikace |

Legenda: ZČ - základní část, červené podbarvení - sestup, zelené podbarvení - postup, fialové podbarvení - reorganizace, změna skupiny či soutěže